# Rank 1
 (février 2008).
Si vous disposez d'ouvrages ou d'articles de référence ou si vous connaissez des sites web de qualité traitant du thème abordé ici, merci de compléter l'article en donnant les références utiles à sa vérifiabilité et en les liant à la section « Notes et références ».
Rank 1 est un groupe néerlandais de trance créé en 1997 par Benno De Goeij et Piet Bervoets.
Ils sont connus pour être les créateurs du son trance hollandais[réf. nécessaire]. Bien que les deux membres du groupe avaient déjà travaillé avant, Rank 1 a été leur premier succès commercial. Selon leur site officiel, le nom du groupe vient d'une blague, ils se disaient que ça devait être amusant de voir au premier rang des charts un groupe nommé « Premier Rang » (Rank 1). Leur plus grand tube est incontestablement Airwave qui a atteint la 10e place du classement single anglais en 2000. Ce titre sorti à nouveau en 2003 avec des paroles sous le nom de Breathing (Airwave).
Ils ont emprunté de nombreux pseudonymes : A.I.D.A., Bervoets & De Goeij, Gualagara, Pedro & Benno, Precious People, R.O.O.S., Simplistic Mind, Southsquare, Two Disciples.

## Singles
- 1999 : The Citrus Juicer
- 2000 : Airwave
- 2001 : Such Is Life
- 2004 : It's Up to You
- 2005 : Beats at Rank 1 dot com (choisi comme hymne pour la Trance Energy 2005)
- 2009 : L.E.D. There Be Light (choisi comme hymne pour la Trance Energy 2009)
- 2009 : Symfo